# Ан Конуей
Лейди Ан Конуей (на английски: Ann Conway) (14 декември 1631 – 18 февруари 1679) е английска жена-философ, виконтеса.
Тя е сред водещите фигури в школата на Кеймбриджките платоници, вдъхновява философията на Готфрид Лайбниц. Ученичка е и близка приятелка на Хенри Мор, с когото имат дълга кореспонденция върху Декартовата философия. През 1652 г. Мор ѝ посвещава книгата си Antidote against Atheism.
Проявява силен интерес към Кабала и квакерството след запознанството си с алхимика Франсис Меркурий ван Хелмонт, с когото имат и общо творчество.
Философският ѝ труд има още един важен източник – собственото физическо страдание. От ранна възраст тя страда от толкова тежки главоболия, че е готова да се подложи на крайни мерки, включително трепанация.
Ан Конуей умира през 1679 г. на 47-годишна възраст.
Най-известното ѝ съчинение, издадено посмъртно, е „Принципи на най-древната и модерната философия“ (Principia philosophiae antiquissimae et recentissimae).